# Turismo na Suíça
A Suíça é dividida em treze regiões turísticas. A principal atração da Suíça são as paisagens dos Alpes suíços.
Até ao século XVIII, o país não é um destino, mas uma passagem obrigatória no centro da Europa. Na altura, as cidades que atraiam turistas eram apenas Basileia e Genebra devido às suas universidades, movimentos religiosos, as fontes de água e as curas que as termas proporcionavam.

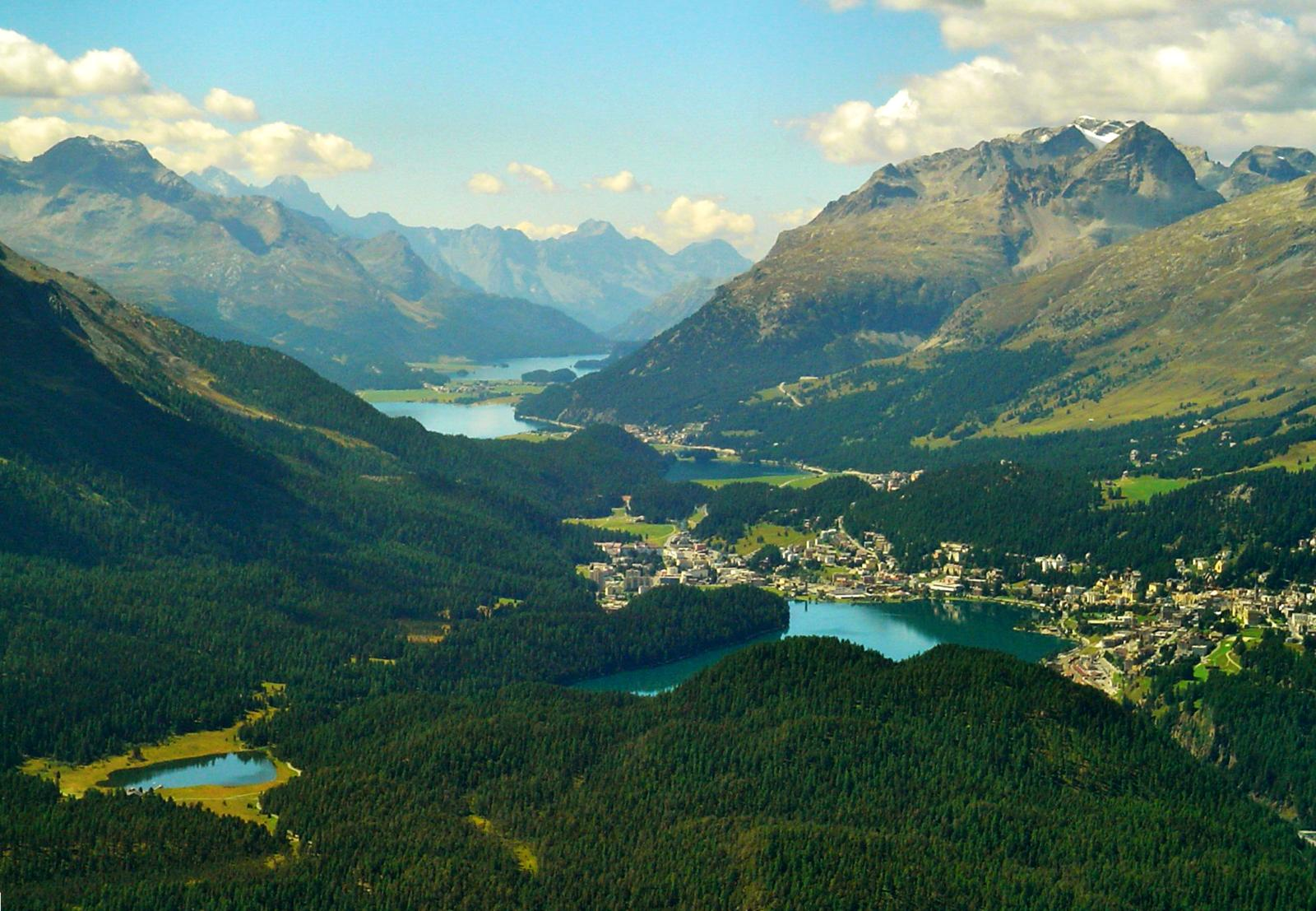
Vale Engadina, o turismo traz importantes recursos para a região dos Alpes suíços.

O início do turismo no país é provocado pelos trabalhos de escritores e pintores naturalistas do fim do século XVIII e do início do século XIX que suscitam interesse aos viajantes pelas descrições das paisagens e das montanhas. As regiões mais expostas foram as Oberland e sobretudo Zermatt, no cantão do Valais desde 1850.
As primeiras viagens organizadas foram lançadas pela agência inglesa Thomas Cook antes mesmo da indústria do Turismo Local se ter começado a desenvolver. No entanto, as tarifas elevadas atraiam apenas os suíços mais afortunados até que a crise de 1870-1890 forçam os profissionais a oferecerem preços mais baixos e estadias maiores, sobretudo na época do Inverno. A partir daí, novas estâncias são criadas, como em Davos e no Tessino.
No início do século XX, a Suíça gastava 3% do seu PIB anual para a hotelaria e as receitas daquele sector chegavam aos 320 milhões de francos suíços. O desenvolvimento pós-guerra de 1914-18 e o pagamento de férias pagas fazem com que existe um grande aumento da procura por parte das classes mais baixas que vêm a ser a maioria no fim da década de 1950.
Atualmente a procura de turismo na Suíça parte sobretudo da Alemanha, que corresponde a 14,4% das estadias feitas do país, seguida da França com 5,3%, o Reino Unido com 4,8% e Itália, com 3,8%. Dos países não europeus, os Estados Unidos representam 3,3% do total das noitadas, seguidos da Austrália e da Nova Zelândia que representam 3,3%. O Japão representa apenas 0,6% das noitadas feitas na Suíça.
O Turismo da Suíça possui um escritório no Brasil, na cidade de São Paulo, para atender todo o trade turístico brasileiro com negociações, sugestões de roteiros e treinamentos. O escritório também é responsável pelo marketing do destino em todo o país. 